# Mercedes Lackey
Mercedes Ritchie Lackey (nacida el 24 de junio de 1950) es una escritora estadounidense de literatura fantástica. Muchas de sus novelas y trilogías están interrelacionadas y ambientadas en el mundo de Velgarth, principalmente en el país de Valdemar y sus alrededores. Sus novelas de Valdemar incluyen la interacción entre protagonistas humanos y no humanos con muchas culturas y costumbres sociales diferentes.
Velgarth es un mundo muy parecido al nuestro, pero incluye poblaciones clandestinas de elfos, magos, vampiros y otros seres míticos. Los libros de Bedlam's Bard presentan a un joven con el poder de hacer magia a través de la música; los libros de SERRAted Edge tratan sobre elfos que conducen autos de carrera; y los thrillers de Diana Tregarde se centran en la religión pagana wicca, que combate el mal.
También ha publicado varias novelas que reelaboran cuentos de hadas conocidos ambientados en un entorno de mediados del siglo XIX a principios del XX en el que la magia es real, aunque oculta del mundo real. Estas novelas exploran temas como la ecología, la clase social y los roles de género.
Lackey ha publicado más de 140 libros y escribe novelas a un ritmo de 5,5 por año de promedio. Ha sido llamada una de las "escritoras de ciencia ficción y fantasía más prolíficas de todos los tiempos". En 2021,  fue nombrada 38.ª Gran Maestra de Damon Knight

## Biografía
Lackey nació en Chicago. Su nacimiento impidió que su padre fuera llamado a servir en la guerra de Corea.
La autora ubica su encuentro con la ciencia ficción a los 10 u 11 años, cuando echó mano del ejemplar de su padre de Agent of Vega, novela del escritor de ciencia ficción alemán James H. Schmitz . Luego leyó Beast Master y Lord of Thunder, de Andre Norton y continuó leyendo todas las obras de Norton. Cuando tuvo dificultades para obtener suficientes libros interesantes de la biblioteca pública para saciar su pasión por la lectura, escribió para sí misma, pero sin dirección o propósito real hasta que asistió a la Universidad de Purdue, donde se graduó en 1972.
Mientras estaba en Purdue, recibió clases personales de English Literature Independent Studies (Estudios independientes de literatura inglesa) con un profesor que también era fanático de la ciencia ficción. Este la ayudó a analizar los libros que le gustaban y luego a usar ese conocimiento. Más tarde, Lackey descubrió la fanfiction, lo que la alentó aún más a escribir y comenzó a publicar trabajos en fanzines de ciencia ficción. Al conocer la corriente musical filk, asociada a la literatura de ciencia ficción, fantasía y terror, publicó algunas letras en Off Centaur Publications.

## Ventas profesionales

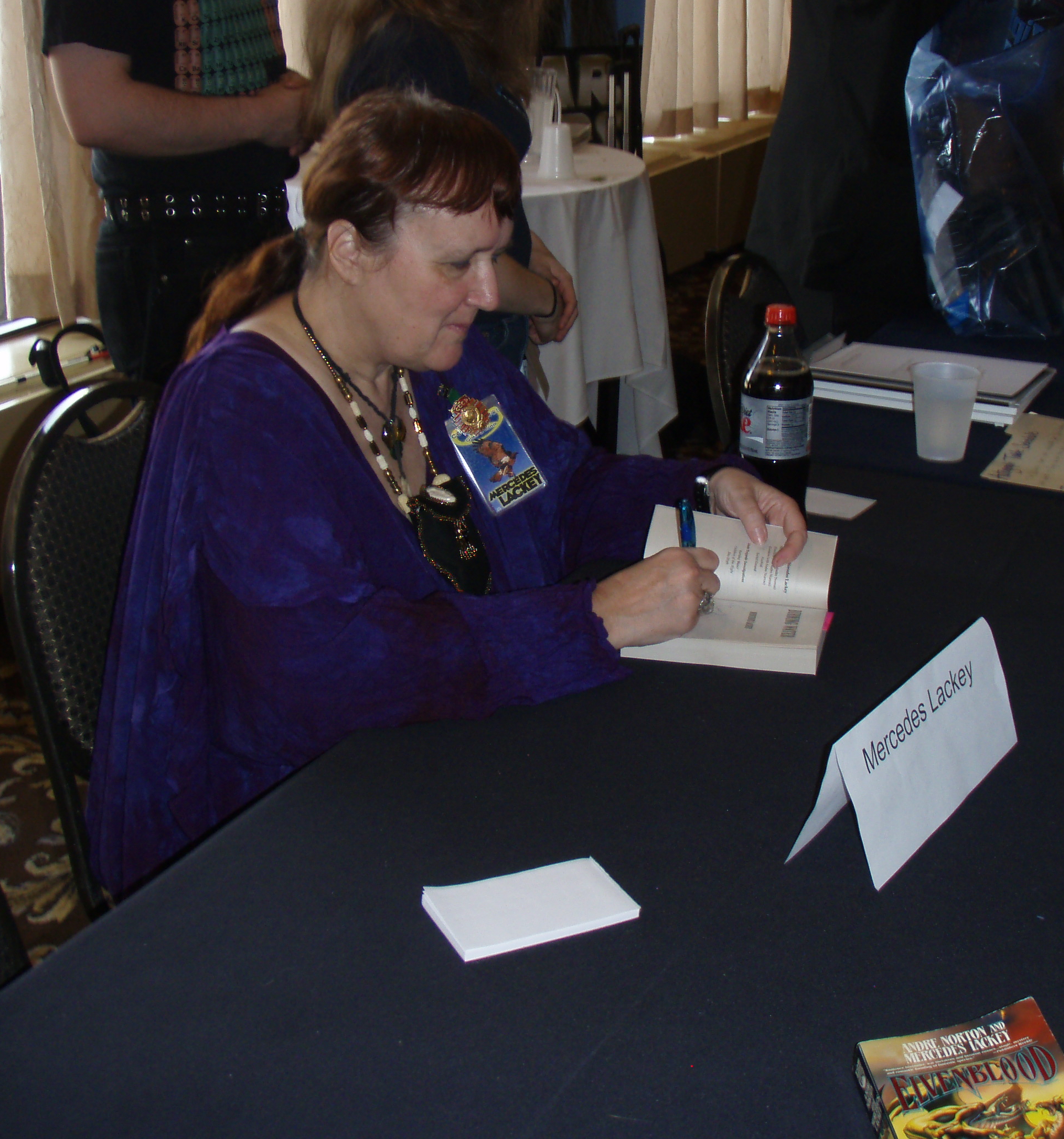
Lackey firmando autógrafos en CONvergence, 2008

Lackey empezó enviando una historia a la serie de antologías de fantasía Sword and Sorceress, y más tarde le vendió la historia reescrita a la revista Fantasy Book. Su primera venta, no obstante, fue a Friends of Darkover,[cita requerida] (la novela Rediscovery, en 1993, junto con Marion Zimmer Bradley)
Conoció  a la escritora C. J. Cherryh a través de Filk. Esta ayudó a Lackey en 17 reescrituras de 'Arrows'. Durante este tiempo, Marion Zimmer Bradley incluyó los cuentos de Lackey en una antología, Friends of Darkover. Lackey afirma haber escrito tanto durante este tiempo que no tenía vida social en absoluto. Se divorció de Tony Lackey y finalmente se casó con Larry Dixon.

## Vida personal
Se casó con Anthony Lackey en 1972 y se divorciaron en 1990. En 1990 se casó con Larry Dixon. Describe su hogar en las afueras de Tulsa, Oklahoma como un "domo de hormigón con dos pisos y medio con un caparazón de madera octogonal encima para que se vea como una casa normal... es redondo con paredes exteriores curvas, lo que hace que la ubicación de los muebles sea un poco incómoda"

### Otros intereses
Lackey y Dixon han trabajado en el pasado en la rehabilitación de rapaces. Se refiere a sus diversos loros como sus "niños emplumados". Los epílogos de algunos de sus libros hacen referencia a la rehabilitación y la cetrería, y este interés ha influido en su escritura. También le gusta el trabajo con abalorios, los disfraces y la costura. Ella afirma, sin embargo, ser un "ama de llaves miserable y, en general, una cocinera indiferente". Además de esto, hace seguimientos de radar durante la temporada de tornados. Apoya la Fundación Alex, que estudia la cognición de las aves, especialmente de los loros.
Lackey estuvo muy activa en la comunidad filking, de música para obras de fantasía y ciencia ficción. Fue una de las principales colaboradoras de uno de los primeros álbumes de películas espaciales, Minus Ten and Counting. Ha ganado cinco premios Pegasus, principalmente por la composición. También participó activamente en la Sociedad para el Anacronismo Creativo (Society for Creative Anachronism), que recrea épocas históricas anteriores, y pertenece a la Gran Horda Oscura (Great Dark Horde), un subgrupo que recrea el siglo XVII del oeste europeo.
Participa en la serie The Stellar Guild publicada por el sello Phoenix Pick para dar visibilidad a autores noveles. La serie empareja a autores superventas como Lackey con autores menos conocidos de ciencia ficción y fantasía para ayudar a proporcionarles visibilidad adicional.
Lackey participa activamente en el foro de preguntas y respuestas en línea de Quora, donde responde preguntas sobre escritura, pájaros, mascotas, eventos actuales y política, y tiene su propia página de perfil.

## Escritores relacionados
Mercedes Lackey era una protegida de Marion Zimmer Bradley y comenzó a escribir cuentos en las colecciones de relatos de Bradley. Otros mentores incluyen a los escritores C. J. Cherryh y Andre Norton, junto con su editora, Elizabeth (Betsy) Wollheim de DAW Books.
Las primeras novelas de Velgarth eran proyectos en solitario, pero los volúmenes posteriores de la saga Valdemar están ilustrados por su esposo Larry Dixon, y en muchos de sus últimos trabajos también se le acredita como coautor. Muchas de sus otras novelas son colaboraciones. Ha trabajado con los autores de fantasía Andre Norton (como en Halfblood Chronicles), Marion Zimmer Bradley (en Rediscovery y Tigers Burning Bright ), Anne McCaffrey (en The Ship Who Searched ) y Piers Anthony (en If I Pay Thee Not in oro ). Recientemente ha escrito The Obsidian Trilogy con el historiador James Mallory; una serie de fantasía histórica sobre una Isabel I "alternativa" con la escritora romántica Roberta Gellis, y la serie Herederos de Alexandria (Heirs of Alexandria) con Dave Freer y Eric Flint.

## Adaptaciones

### Televisión y cine
El 3 de agosto de 2021, Deadline informó que Radar Pictures había adquirido los derechos televisivos de las novelas de Valdemar y que Ted Field sería el productor ejecutivo de la serie. La primera temporada se está desarrollando como una adaptación de la trilogía The Last Herald-Mage. Kit Williamson y Brittany Cavallaro han sido anunciados como escritores y productores del programa.

## Otras lecturas
- Bartel, Julie (2005). «Lackey, Mercedes Ritchie».  En Cullinan, Bernice E., ed. The Continuum Encyclopedia of Young Adult Literature. Continuum. ISBN 978-0-82-641710-7.
- Winters, Louis J. (1994). «Lackey, Mercedes R.».  En Berger, Laura Standley, ed. Twentieth-Century Young Adult Writers. St. James Press. ISBN 978-1-55-862202-9.